# Freudenberg Filtration Technologies
Die Freudenberg Filtration Technologies GmbH & Co. KG ist ein Hersteller von Filtrationstechnik und gehört zur Unternehmensgruppe Freudenberg.

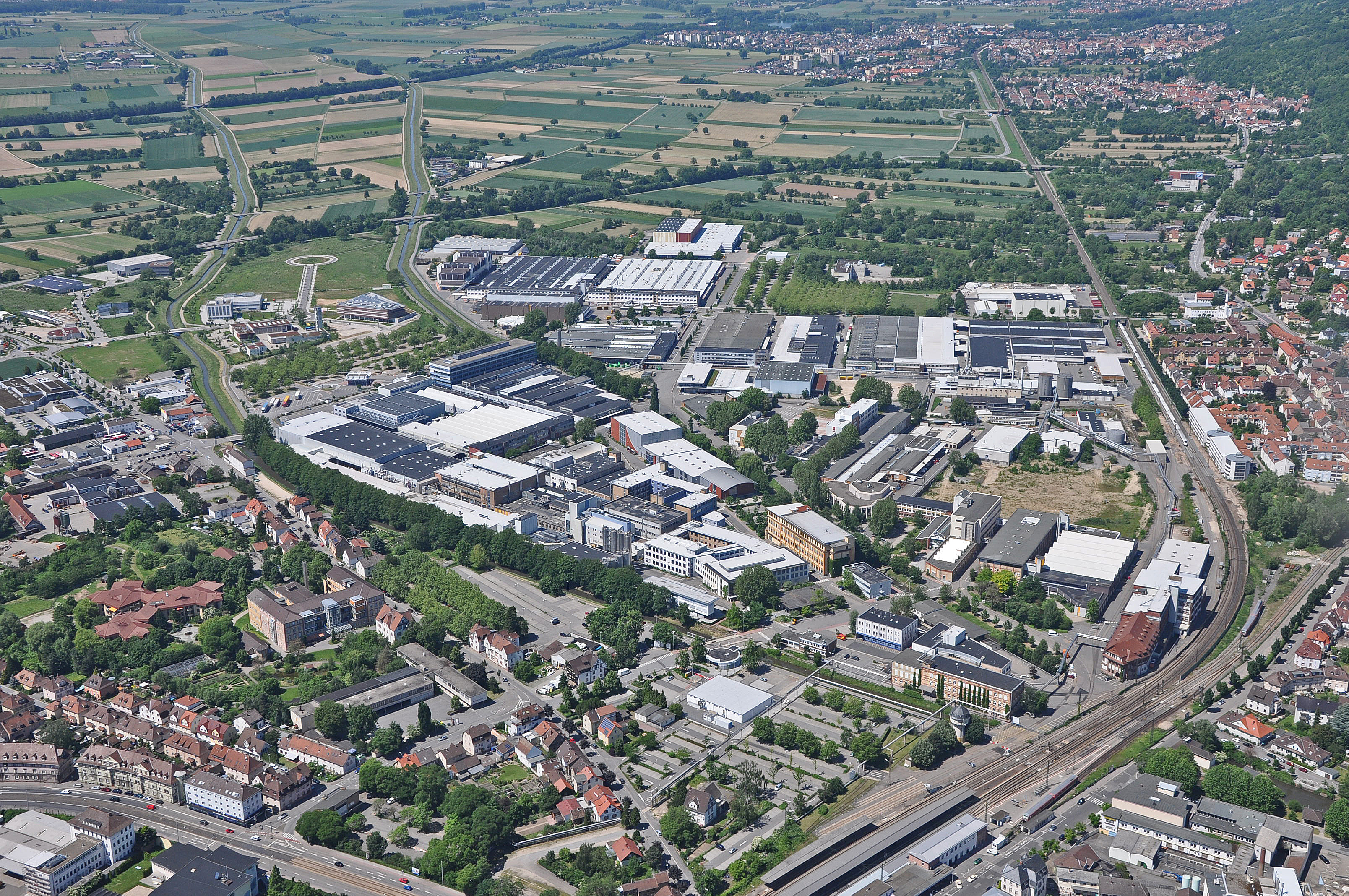
Luftaufnahme des Freudenberg-Standorts in Weinheim

## Produkte
Filter von Freudenberg werden zur Zu-, Ab- und Umluftfiltration bei Industrieanwendungen in der Produktions- und Bürobelüftung sowie in den Bereichen Transport (Bahnen, Schiffe, Flugzeuge), Energieerzeugung, Gesundheitswesen, Pharma, Getränke- und Lebensmittelherstellung und Reinraumtechnik eingesetzt. In der Flüssigkeitsfiltration bietet Freudenberg Filtration Technologies Lösungen für die Anwendungsbereiche Kühl- und Schmiermittel, Pool und Spa, Wasserfiltration im Haushalt, Getränke und Lebensmittel sowie Produkte zur Herstellung von Membranen und Filterkerzen an. Im Bereich des Gesundheitsschutzes produziert die Geschäftsgruppe Filterlösungen für Bürogeräte, Atemschutzmasken, Staubsauger, Klimaanlagen. Als Entwicklungs- und Fertigungspartner der Automobilindustrie stellt Freudenberg Filtration Technologies Kfz-Innenraum- und Motorzuluftfilter her.

## Produktionsstandorte
Die Firma produziert an 15 Standorten in Argentinien, Australien, Brasilien, China, Deutschland, Indien, Italien, Mexiko, Slowakei, Südafrika, Südkorea, Thailand und den USA.